# Agarista chapadensis
Agarista chapadensis är en ljungväxtart som först beskrevs av Kinoshita-Gouvêa och som fick sitt nu gällande namn av W.S. Judd.
Agarista chapadensis ingår i släktet Agarista och familjen ljungväxter. Inga underarter finns listade i Catalogue of Life.